# هاك ميلر (لاعب كرة قاعدة)
هاك ميلر (بالإنجليزية: Hack Miller)‏ هو لاعب كرة قاعدة أمريكي، ولد في 13 فبراير 1913 في سيليست في الولايات المتحدة، وتوفي في 21 نوفمبر 1966 في دالاس في الولايات المتحدة.

## وصلات خارجية
- هاك ميلر (لاعب كرة قاعدة) على موقعبيزبول رفرنس.كوم (الدوري الرئيسي) (الإنجليزية)